# Ectropis repleta
Ectropis repleta är en fjärilsart som beskrevs av Louis Beethoven Prout 1926. Ectropis repleta ingår i släktet Ectropis och familjen mätare. Inga underarter finns listade i Catalogue of Life.